# Жан-Мішель Бісмут
Жан-Мішель Бісмут (26 лютого 1948 , Лісабон ) — французький математик, який з 1981 р. є професором Університету Париж-Південь. 

Його математична кар'єра охоплює дві різні галузі математики: теорію ймовірностей і диференціальну геометрію. 
Ідеї ймовірності відіграють важливу роль у його роботах з геометрії.

## Біографія
Ранні роботи Бісмута були пов'язані зі стохастичними диференціальними рівняннями, стохастичного керування і обчисленням Мальявена, в які він зробив фундаментальний внесок.
В 1973 році Бісмут здобув диплом доктора математики в Університеті Париж-VI, його дисертація мала назву «Analyze convexe et probabilités». У своїй дисертації Бісмут встановив стохастичну версію принципу максимуму Понтрягіна в теорії управління шляхом введення та вивчення зворотних стохастичних диференціальних рівнянь, що були відправною точкою інтенсивного дослідження стохастичного аналізу і зараз є основним інструментом у математичних фінансах.

Використовуючи квазіінваріантність броунівської міри, Бісмут запропонував новий підхід до обчислення Мальявена та імовірнісний доказ теореми Германдера. 
Він встановив своє знамените інтегрування за частинами для броунівського руху на різноманіттях.
З 1984 року Бісмут працює над диференціальною геометрією. 
Він знайшов доказ рівняння теплопровідності для теореми про індекс Атії–Зінгера та створив локальну версію індексної теореми родин Атії-Зінгера для операторів Дірака, ввівши суперзв'язок Бісмута, який відіграє центральну роль у сучасних аспектах теорії індексів.
Бісмут-Фрід розробив теорію метрики Квіллена на розшаруванні гладких визначників, пов'язаному з родиною операторів Дірака. 
Бісмут-Жілле-Суле розробили теорему кривизни для метрики Квіллена про голоморфний визначник прямого зображення шляхом голоморфного власного занурення. 
Це і формула вкладання Бісмута—Лебо для аналітичного кручення відіграють вирішальну роль у доказі арифметичної теореми Рімана-Роха в теорії Аракелова, в якій аналітичне кручення є істотним аналітичним інгредієнтом у визначенні прямого зображення.
Бісмут дав природну побудову теорії Ходжа, відповідний лапласіан якої є гіпоеліптичним оператором, що діє на повний простір котангенсного розшарування ріманового різноманіття. 
Цей оператор формально інтерполює між класичним еліптичним лапласіаном на основі та генератором геодезичного потоку. 
Одним з вражаючих застосувань є явні формули Бісмута для всіх орбітальних інтегралів при напівпростих елементах будь-якої редуктивної групи Лі.

## Нагороди та визнання
- 1984: запрошений науковць в Інституті перспективних досліджень[9];
- 1986: запрошений доповідач з геометрії Міжнародного конгресу математиків (МКМ) у Берклі[10]
- 1998: доповідач на пленарному засіданні МКМ у Берліні.[11][12]
- 1990: премія Ампера[en], Французька академія наук;
- 1991: член Французької академії наук;
- 2021: премія Шао з математики (спільно з Джеффом Чигером).[13];

Був членом комітету з нагородження медаллю Філдса для МКМ 1990.
 
1999 — 2006 член виконавчого комітету (2003 — 2006 рік як віце-президент) Міжнародного математичного союзу (IMU).
 
Був редактором Inventiones Mathematicae з 1989 по 1996 рік і головним редактором з 1996 по 2008

## Доробок
- ——— (1973). Conjugate convex functions in optimal stochastic control. Journal of Mathematical Analysis and Applications. 44 (2): 384—404. doi:10.1016/0022-247X(73)90066-8.
- ——— (1981). Martingales, the Malliavin calculus and hypoellipticity under general Hörmander's conditions. Zeitschrift für Wahrscheinlichkeitstheorie und verwandte Gebiete. 56 (4): 469—505. doi:10.1007/BF00531428. S2CID 121589373.
- ——— (1984). Large deviations and the Malliavin calculus. Progress in Mathematics. 45, Birkhäuser Boston Inc.: 216 pp.
- ——— (1986). The Atiyah-Singer index theorem for families of Dirac operators: two heat equation proofs. Inventiones Mathematicae. 83: 91—151. Bibcode:1986InMat..83...91B. doi:10.1007/bf01388755. S2CID 122054656.
- ———; Lebeau, G. (1992). Complex immersions and Quillen metrics. Publications Mathématiques de l'IHÉS. 74 (1991): 298 pp.
- ——— (2005). The hypoelliptic Laplacian on the cotangent bundle. Journal of the American Mathematical Society. 18 (2): 379—476. doi:10.1090/S0894-0347-05-00479-0.
- ——— (2011). Hypoelliptic Laplacian and orbital integrals. Annals of Mathematics Studies. 177, Princeton University Press, Princeton: 330 pp. doi:10.1515/9781400840571. ISBN 9781400840571.